# Solsbury Hill
Solsbury Hill är en låt av den brittiske artisten Peter Gabriel. Den handlar om Gabriels uppbrott från gruppen Genesis och hans förväntningar på utmaningen att inleda en solokarriär.
Solsbury Hill utgavs som Peter Gabriels första solosingel 1977 och nådde 13:e plats på brittiska singellistan.